# I Dzsehun (színművész)
I Dzsehun (hangul: 이제훈, handzsa: 李帝勳, RR: Lee Je-jun; népszerű átírással: Lee Je-hoon; 1984. július 4.–) dél-koreai színész. Pályafutását indie filmekben kezdte, majd olyan alkotásokban szerepelt, mint a Frontvonal, az Architecture 101, a My Paparotti, vagy olyan sorozatokban, mint a Fashion King, a Secret Door és a Signal.

## Pályafutása
Eredetileg biotechnológia szakon tanult a Koreai Egyetemen, azonban inkább színészkedéssel akart foglalkozni, ezért átkérte magát a Nemzeti Művészeti Egyetem drámaszakára. Eleinte indie filmekben szerepelt, mint például a queer coming-of-age Just Friends? című romantikus alkotás. Statisztaként szerepelt nagyjátékfilmekben is, mint a  The Servant és a Finding Mr. Destiny.
2011-ben kiemelkedően jó kritikákat kapott a Bleak Night és a Frontvonal című filmekben nyújtott alakításaiért.
Az Architecture 101 című filmmel került a mainstream vonalba, itt egy félénk egyetemistát alakított. A My Paparotti egy középiskolás banda tagjáról szól, aki énekes szeretne lenni.
I (Lee) 2012-ben bevonult katonának, kötelező sorkatonai szolgálatát a szöuli rendőrség rohamosztagánál teljesítette, 2014 júliusában szerelt le. A Secret Door című sorozattal tért vissza a képernyőre, ahol Szado (Sado) koronaherceget alakította.
2016-ban a tvN kábelcsatorna nagy sikerrel vetített Signal című sorozatában játszott, valamint a Detective Hong Gil-dong című filmet forgatta.

## Filmográfia

### Filmek
| Év   | Cím                                                        | Szerep                              | Megjegyzés                                        |
| ---- | ---------------------------------------------------------- | ----------------------------------- | ------------------------------------------------- |
| 2007 | They Live by Night                                         | Sin közlegény                       | rövidfilm                                         |
| 2007 | Placebo                                                    |                                     | rövidfilm                                         |
| 2007 | Small Town Rivals                                          | Cshonszam (Cheon-sam) barátja       |                                                   |
| 2008 | Ah Man                                                     |                                     | rövidfilm                                         |
| 2008 | Holy Vacation                                              | Kang Jongun (Kang Young-woon)       | rövidfilm                                         |
| 2009 | Just Friends?                                              | Szogi (Seok-i)                      | rövidfilm                                         |
| 2009 | Onoszenghval (언어생활, Eoneosaenghwal)                    | Kjongmin (Kyeong-min)               | rövidfilm                                         |
| 2009 | When Winter Comes                                          |                                     | rövidfilm                                         |
| 2009 | The Pit and the Pendulum                                   | fiatal Szangthe (Sang-tae )         |                                                   |
| 2010 | The Influence                                              | Szundzsong (Sunjong)                |                                                   |
| 2010 | The Servant                                                | hanbokkészítő                       |                                                   |
| 2010 | Finding Mr. Destiny                                        | Uhjong (Woo-hyeong)                 |                                                   |
| 2010 | Maldives Express                                           | Unszok (Eun-seok)                   | rövidfilm                                         |
| 2010 | A Dog Came Into My Flash                                   | fiatal férfi                        | rövidfilm                                         |
| 2010 | Miss Communication                                         | könyvtervező                        | rövidfilm                                         |
| 2010 | Ghost (Be With Me)                                         | Kim Szejong (Kim Se-young)          | Tarot 3. The Unseen című szegmens                 |
| 2011 | Bleak Night                                                | Kithe (Ki-tae)                      |                                                   |
| 2011 | Frontvonal                                                 | Sin Iljong (Shin Il-young) százados |                                                   |
| 2012 | Architecture 101                                           | I Szungmin (Lee Seung-min )         |                                                   |
| 2012 | Ghost Sweepers                                             | Szokhjon (Seok-hyeon)               |                                                   |
| 2012 | Az öt legenda                                              | Dér Jankó koreai szinkronhangja     | animációs film                                    |
| 2013 | An Ethics Lesson                                           | Kim Dzsonghun (Kim Jeong-hun)       |                                                   |
| 2013 | My Paparotti                                               | I Dzsangho (Lee Jang-ho)            |                                                   |
| 2013 | Nudzsun hu... szarang (늦은 후...愛, Neujeun hu... sarang) |                                     | a szöuli rendőrség rövidfilmje rendezőasszisztens |
| 2016 | Detective Hong Gil-dong                                    | Hong Gildong                        |                                                   |

### Televíziós sorozatok
| Év   | Cím           | Szerep                           | Csatorna |
| ---- | ------------- | -------------------------------- | -------- |
| 2010 | Three Sisters | Kim Unguk (Kim Eun-guk)          | SBS      |
| 2012 | Fashion King  | Csong Dzsehjok (Jeong Jae-hyeok) | SBS      |
| 2014 | Secret Door   | Szado (Sado)                     | SBS      |
| 2016 | Signal        | Pak Hejong (Park Hae-young)      | tvN      |

## Fordítás
Ez a szócikk részben vagy egészben  a   Lee Je-hun című angol Wikipédia-szócikk fordításán alapul.  Az eredeti cikk szerkesztőit annak laptörténete sorolja fel. Ez a jelzés csupán a megfogalmazás eredetét és a szerzői jogokat jelzi, nem szolgál a cikkben szereplő információk forrásmegjelöléseként.